# Phakopsora allophyli
Phakopsora allophyli är en svampart som beskrevs av Berndt 2005. Phakopsora allophyli ingår i släktet Phakopsora och familjen Phakopsoraceae.   Inga underarter finns listade i Catalogue of Life.